# Djurgården Hockey 1977/1978
Djurgården Hockey spelade i Elitserien i ishockey, efter återkomsten till Elitserien tillbringades i ingenmansland, långt från både slutspels- och nedflyttningsstrecket.

## Elitserien 1977/1978
- 6/10	Timrå IK (b)	4 - 3 (1 - 1, 1 - 0, 2 - 2)
- 9/10	Frölunda HC (h)	3 - 3 (0 - 0, 2 - 2, 1 - 1)
- 13/10	Södertälje SK (b)	6 - 0 (4 - 0, 0 - 0, 2 - 0)
- 16/10	Färjestads BK (h)	1 - 4 (1 - 2, 0 - 1, 0 - 1)
- 20/10	Skellefteå AIK (h)	3 - 3 (0 - 0, 2 - 2, 1 - 1)
- 23/10	Leksands IF (b)	5 - 9 (1 - 3, 0 - 3, 4 - 3)
- 27/10	MODO Hockey (h)	1 - 3 (1 - 0, 0 - 0, 0 - 3)
- 30/10	Brynäs IF (b)	3 - 5 (0 - 0, 1 - 3, 2 - 2)
- 3/11	AIK (h)	2 - 2 (0 - 1, 1 - 0, 1 - 1)
- 6/11	AIK (b)	9 - 4 (4 - 1, 4 - 3, 1 - 0)
- 13/11	Brynäs IF (h)	2 - 6 (0 - 2, 1 - 4, 1 - 0)
- 17/11	MODO Hockey (b)	3 - 6 (0 - 2, 1 - 3, 2 - 1)
- 20/11	Leksands IF (h)	4 - 8 (0 - 5, 4 - 3, 0 - 0)
- 24/11	Skellefteå AIK (b)	2 - 12 (0 - 7, 2 - 2, 0 - 3)
- 27/11	Färjestads BK (b)	4 - 5 (3 - 0, 1 - 4, 0 - 1)
- 1/12	Södertälje SK (h)	5 - 0 (1 - 0, 1 - 0, 3 - 0)
- 4/12	Frölunda HC (b)	3 - 8 (0 - 1, 2 - 4, 1 - 3)
- 8/12	Timrå IK (h)	6 - 6 (4 - 0, 2 - 4, 0 - 2)
- 6/1	AIK (b)	1 - 5 (1 - 1, 0 - 2, 0 - 2)
- 8/1	Färjestads BK (h)	2 - 5 (1 - 1, 1 - 3, 0 - 1)
- 12/1	Frölunda HC (b)	5 - 5 (2 - 1, 2 - 2, 1 - 2)
- 15/1	Brynäs IF (h)	3 - 3 (0 - 0, 1 - 2, 2 - 1)
- 19/1	Leksands IF (b)	2 - 7 (1 - 1, 0 - 5, 1 - 1)
- 22/1	Södertälje SK (h)	8 - 3 (2 - 1, 3 - 2, 3 - 0)
- 26/1	Timrå IK (b)	5 - 3 (1 - 0, 1 - 1, 3 - 2)
- 29/1	MODO Hockey (h)	3 - 2 (1 - 0, 0 - 0, 2 - 2)
- 2/2	Skellefteå AIK (b)	6 - 14 (0 - 8, 3 - 4, 3 - 2)
- 5/2	Skellefteå AIK (h)	1 - 6 (0 - 2, 1 - 1, 0 - 3)
- 19/2	MODO Hockey (b)	1 - 6 (0 - 1, 0 - 4, 1 - 1)
- 23/2	Timrå IK (h)	3 - 7 (3 - 2, 0 - 1, 0 - 4)
- 26/2	Södertälje SK (b)	3 - 4 (1 - 1, 2 - 2, 0 - 1)
- 2/3	Leksands IF (h)	6 - 5 (1 - 4, 3 - 0, 2 - 1)
- 5/3	Brynäs IF (b)	4 - 6 (1 - 0, 0 - 5, 3 - 1)
- 9/3	AIK (h)	5 - 5 (3 - 0, 1 - 4, 1 - 1)
- 12/3	Färjestads BK (b)	9 - 12 (4 - 4, 0 - 2, 5 - 6)
- 15/3	Frölunda HC (h)	5 - 4 (1 - 1, 1 - 0, 3 - 3)